# Colm Daly
Colm Daly (16 juli 1967) is een Ierse schaker met een FIDE-rating van 2365 in 2005 en 2319 in 2016. Hij is een FIDE meester.
Hij werd 6 keer nationaal Iers kampioen, soms gedeeld met een andere speler, in de volgende jaren: 1998, 1999, juli 2005 (8 pt. uit 9), 2009, 2012 en 2013.
In september 2015 won hij het City of Dublin toernooi met 4 pt. uit 5.